# Jan Galster
Jan Krzysztof Galster (ur. 1954, zm. 23 lipca 2020) – polski prawnik, profesor nauk prawnych, nauczyciel akademicki Uniwersytetu Mikołaja Kopernika w Toruniu, specjalista w zakresie prawa konstytucyjnego.

## Życiorys
W 1977 ukończył studia prawnicze Wydziale Prawa i Administracji Uniwersytetu Mikołaja Kopernika w Toruniu. W 1983 otrzymał stopień naukowy doktora nauk prawnych w zakresie prawa, w 1995 stopień doktora habilitowanego nauk prawnych w zakresie prawa, specjalność: prawo konstytucyjne. W 2009 prezydent RP nadał mu tytuł naukowy profesora nauk prawnych. Objął stanowisko kierownika Katedry Prawa Europejskiego Uniwersytetu Mikołaja Kopernika w Toruniu i został profesorem zwyczajnym tej uczelni. Był członkiem Toruńskiego Towarzystwa Naukowego i Włocławskiego Towarzystwa Naukowego.
Pod jego kierunkiem stopień naukowy doktora uzyskała w 2004 Agnieszka Bień-Kacała.
Pochowany na cmentarzu parafialnym w miejscowości Chełmica Duża koło Włocławka.

## Wybrane publikacje
- Pozycja Parlamentu Europejskiego w systemie instytucjonalnym wspólnot Europejskich (1987)
- Zasada przychylności wobec prawa międzynarodowego Ustawy Zasadniczej RFN (1995)
- Prawo konstytucyjne (1998)
- Podstawy europejskiego prawa wspólnotowego (1996)[3]